# Stenus longipes
Stenus longipes är en skalbaggsart som beskrevs av Oswald Heer 1839. Stenus longipes ingår i släktet Stenus, och familjen kortvingar. Arten har ej påträffats i Sverige.